# Église Saint-Rémi de Grisolles
L'église Saint-Rémi de Grisolles est une église située à Grisolles, en France.

## Localisation
L'église est située sur la commune de Grisolles, dans le département de l'Aisne.